# Branka Ivančan-Picek
Branka Ivančan-Picek (Zagreb, 13. veljače 1955.) je hrvatska meteorologinja i ravnateljica Državnog hidrometeorološkog zavoda. 
Diplomirala je 1979. na Prirodoslovno matematičkom fakultetu Sveučilišta u Zagrebu, gdje je i doktorirala 1997. godine. U Državnom Hidrometeorološkom zavodu se zaposlila 1979. a pred kamerama je bila od 1983. do 2014. godine. Od 2001. godine načelnica je sektora za meteorološka istraživanja I razvoj. Sudjelovala je na raznim projektima i programima. S danom 31. prosinca 2023. završava njezino šestogodišnje djelovanje ravnatelja Državnog hidrometeorološkog zavoda.

## Karijera
- 1979. – 2001: meteorologinja, prognostičarka DHMZ[1]
- 2001. – 2017.: načelnica Sektora za meteorološka istraživanja i razvoj[1]
- Od listopada 2017.: glavna ravnateljica Državnog hidrometeorološkog zavoda[1]